# Список античных и византийских иллюминированных рукописей
Число сохранившихся античных рукописей крайне невелико из-за массовой гибели книгохранилищ в период «Тёмных веков» между VI и VII веками. Сохранилось не более 30 манускриптов, созданных в IV и V веках, преимущественно в столичных городах, реже — провинциальных скрипториях, некоторые из них — богато иллюстрированные манускрипты, иногда на пурпурном пергаменте (в том числе всего 3 — античных произведений). В данном списке представлены иллюминированные рукописи, сохранившиеся со времён Западной и Восточной римских империй. Чётко отделить античную традицию иллюминирования от византийской не представляется возможным из-за преемственности стиля и школ.

## Список рукописей
| Изображение | Название                   | Дата                            | Место создания                             | Содержит                                                          | Место хранения, каталожное обозначение                                 |
|             | Vergilius Vaticanus        | около 400 года                  | Рим                                        | Энеида                                                            | Ватиканская апостольская библиотека, Vat. lat. 3225                    |
|             | Vergilius Romanus          | Около V века                    | Восточное Средиземноморье, возможно, Сирия | Энеида, Георгики, Эклоги                                          | Ватиканская апостольская библиотека,, Vat. lat. 3867                   |
|             | Кведлинбургская Итала      | Около V века                    |                                            | Vetus Latina                                                      | Берлинская государственная библиотека, Cod. theol. lat. fol. 485       |
|             | Амброзианская Илиада       | Около 500 года                  | Александрия                                | Илиада                                                            | Милан, Амброзианская библиотека, Cod. F. 205 Inf.                      |
|             | Венский Диоскорид          | Примерно VI век                 | Константинополь                            | Диоскорид «О лекарственных веществах»                             | Вена, Австрийская национальная библиотека, Cod. med. gr. 1             |
|             | Венский Генезис            | Примерно VI век                 | Константинополь                            | Книга Бытия                                                       | Вена, Австрийская национальная библиотека, Cod. theol. gr. 31          |
|             | Россанский кодекс          | Примерно VI век                 | Сирия                                      | Евангелие от Матфея, Евангелие от Марка                           | Россано, Архиепископский музей                                         |
|             | Синопский кодекс           | Примерно VI век                 | Константинополь                            | Евангелие от Матфея                                               | Париж, Национальная библиотека Франции, Suppl. gr. 1286                |
|             | Евангелие Рабулы           | Примерно VI век                 | Сирия                                      | Пешитта                                                           | Флоренция, Библиотека Лауренциана, Cod. Plut. I, 56                    |
|             | Коттоновский Генезис       | Примерно VI век                 | Александрия                                | Книга Бытия                                                       | Лондон, Британская библиотека, Ms. Cotton Otho B VI                    |
|             | Августиново Евангелие      | Примерно VI век                 | Италия                                     | Четвероевангелие                                                  | Кембридж, Колледж Корпус-Кристи, Lib. MS. 286                          |
|             | Пятикнижие Ашбурнама       | Примерно VII век                | Испания либо Северная Африка               | Пятикнижие Моисеево                                               | Париж, Национальная библиотека Франции, MS nouv. acq. lat. 2334        |
|             | Хлудовская псалтырь        | Между 780 и 850                 | Константинополь                            | Псалтирь                                                          | Москва, Государственный исторический музей, MS. Д.29                   |
|             | Codex Aureus Anthimi       | Около IX века (палеографически) | Неизвестно                                 | Четвероевангелие                                                  | Тирана, Национальный архив Албании, ANA 2                              |
|             | Гомилии Григория Богослова | Около 879—882                   | Константинополь                            | Гомилии Григория Богослова                                        | Париж, Национальная библиотека Франции, MS. gr. 510                    |
|             | Свиток Иисуса Навина       | Около 913—959                   | Константинополь (?)                        | Септуагинта Книга Иисуса Навина                                   | Ватикан, Ватиканская апостольская библиотека, Cod. Vat. Palat. gr. 431 |
|             | Парижская псалтырь         | Около 975                       | Константинополь                            | Псалтирь                                                          | Париж, Национальная библиотека Франции, MS gr. 139                     |
|             | Минологий Василия II       | 979 — 989                       | Константинополь                            | Агиографический сборник                                           | Ватиканская апостольская библиотека, Vat. gr. 1613                     |
|             | Мадридская рукопись        | XII или XIII век                | Константинополь или Палермо                | Иоанн Скилица, «История византийских императоров» (574 миниатюры) | Мадрид, Национальная библиотека Испании, Codex Vitr. 26-2              |